# بیلبی د انیار
بیلبی د انیار (به اسپانیایی: Vilobí d'Onyar) یک شهرستان در اسپانیا است که در خرنا واقع شده‌است.

## خصوصیات
بیلبی د انیار ۳۲٫۶۱ کیلومترمربع مساحت و ۲٬۷۵۶ نفر جمعیت دارد و ۱۴۸ متر بالاتر از سطح دریا واقع شده‌است.